# Arcangeliella major
Arcangeliella major är en svampart som först beskrevs av J.W. Cribb, och fick sitt nu gällande namn av J.M. Vidal 2004. Arcangeliella major ingår i släktet Arcangeliella och familjen kremlor och riskor.   Inga underarter finns listade i Catalogue of Life.